# ヴォルフガング・ティーフェンゼー

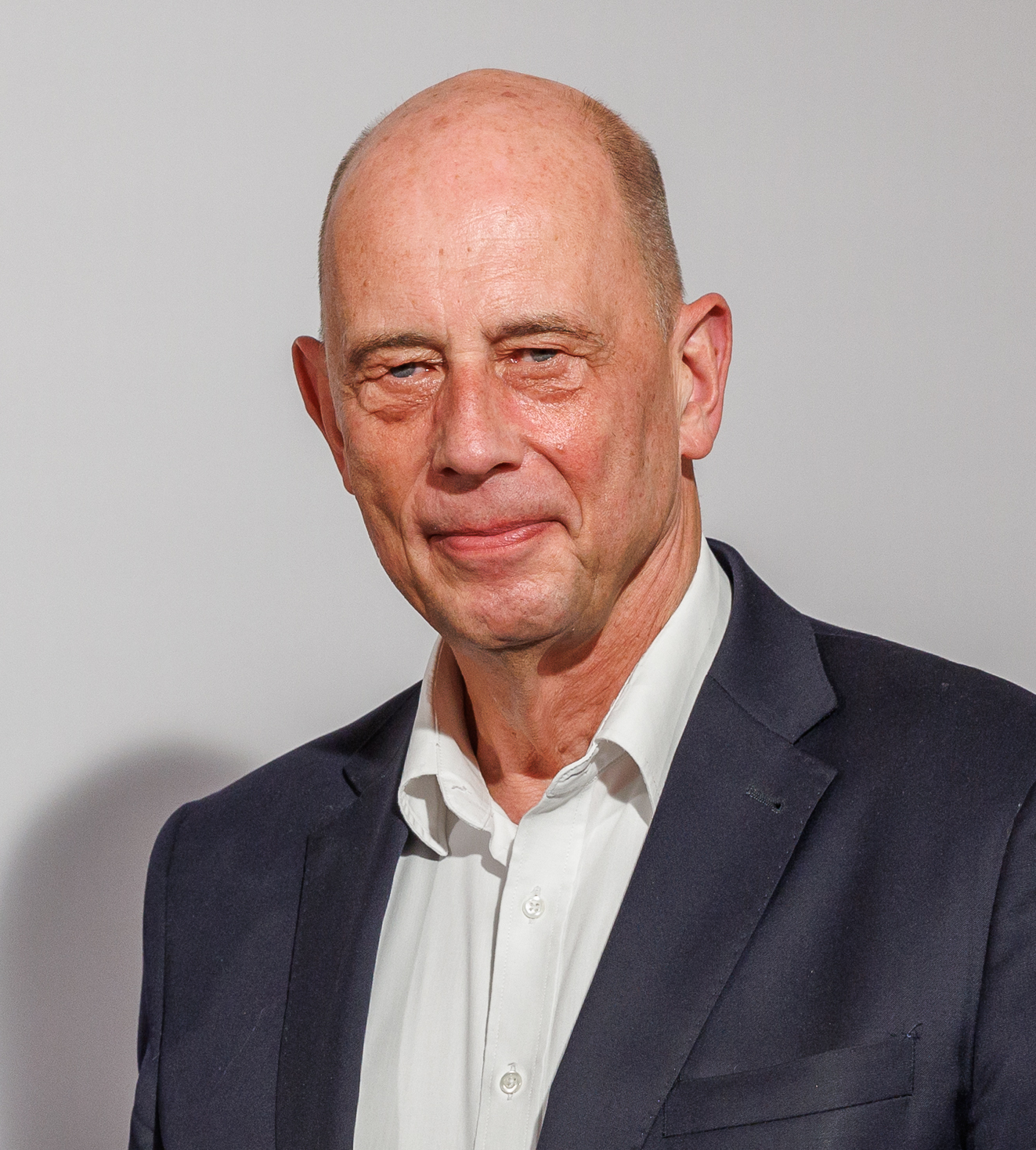
ヴォルフガング・ティーフェンゼー

ヴォルフガング・ティーフェンゼー（ドイツ語: Wolfgang Tiefensee、1955年1月4日 – ）は、ドイツの政治家。ドイツ社会民主党（SPD)所属。ライプツィヒ市長、第1次メルケル内閣の連邦運輸・建設・住宅大臣を歴任。

## 家族
作曲家ジークフリード・ティーフェンゼーの息子としてドイツ民主共和国のゲーラに生まれる。音楽一家らしく子供の頃からチェロを習い、子供の頃にはライプツィヒのバッハ・コンクールで優勝したこともあるが、音楽家の道には進まなかった。現在もチェロの腕前を披露することで知られている。
敬虔なカトリックの家庭であったため、ピオネールやドイツ社会主義統一党（SED）の青年団組織であるFDJ（自由ドイツ青年団）への加入義務を免除された。彼の兄弟であるエーベルハルト・ティーフェンゼーはカトリック教会の司祭であり、エアフルト大学カトリック神学部教授になった。別の兄弟フォルカーはドイツキリスト教民主同盟（CDU）の地方政治家としてシェーンヴェルカウ市長を務めている。
ティーフェンゼーは1976年に結婚し四児をもうけたが、2005年夏に離婚した。

## 経歴

### 政界入り
1973年にアビトゥーアに合格後、1974年に通信技術の職業教育を修了。兵役期間中は宗教上の信条から武器を持つことを拒否したため、非武装の工兵として過ごした。徴兵期間満了後の1976年に技術専門学校に入学し、1979年に電気技師課程を修了した。卒業後1986年までライプツィヒの電信技術会社に開発技師として勤務。この間1982年に情報学と建築学の学位を取得した。1986年から1990年まで、ライプツィヒ工科大学に電力技師として勤務。この間1986年に電気技術の学位を取得した。
1989年に東ドイツで民主化運動が盛んになると、技師だったティーフェンゼーも市民運動「民主主義を今」に参加、ライプツィヒでの円卓会議に代表として参加した。円卓会議代表として無党派としてライプツィヒ市参事会員・市議会議員を短期間務め、こうしてドイツ再統一の時に政界入りする。1990年、ライプツィヒ市教育局長に選出される。1992年から青少年・教育担当参事。1994年、副市長に就任。1995年、ドイツ社会民主党に入党。

### ライプツィヒ市長
1998年4月、ライプツィヒ市長に当選する。BMWやDHLといった大企業のライプツィヒ誘致に成功して注目を集める。任期満了後の2005年4月には67.1パーセントを獲得して再選された。これ以前の2002年に連邦政府のシュレーダー内閣の交通・建設相として起用する動きもあったが、彼は自分の政治的基盤がライプツィヒであるとして、これを断っている。2004年のザクセン州議会選挙にも出馬しなかった。2001年‐2005年、ザクセン州自治体会議副議長、2002年‐2004年、欧州都市ネットワーク「Eurocities」総裁を務める。
ライプツィヒ市長としては、2012年オリンピック大会を誘致するべく、誘致活動を企画する会社「ライプツィヒ2012」の代表監査役に就任して奮闘した。もっともこの時の選考は各国の大都市が有力候補となり、ドイツでも地方都市であるライプツィヒは第一次選考にも残ることができなかった。またこの会社への支払いについてを批判する声もあった。

### 入閣
2005年11月、キリスト教民主・社会同盟（CDU・CSU）とドイツ社会民主党（SPD）が大連立を組むと、SPD連邦執行部の強い要請を受け、執行部会員に選出された上で、アンゲラ・メルケル内閣の連邦運輸・建設・住宅相兼新連邦州（旧東ドイツ）担当相に就任した。
レバノン系ドイツ人による鉄道での爆弾テロ未遂事件が発生した2006年8月、ティーフェンゼーは生活保護受給者を駅での警備に従事させる案を出したが、社会的弱者を安い労働力とみなすこの案には激しい批判が起きた。ティーフェンゼーのお膝元ライプツィヒでは同年11月から3年間限定でこの案が試行されている。ドイツ鉄道民営化の問題でも批判を受けることがある。2009年6月に旧東ドイツ地区のSPD代表に選出された。同年9月のドイツ連邦議会選挙では、ザクセン州から比例代表で出馬して初当選を果たした。しかしSPDは大敗を喫し政権から脱落したため、10月に大臣を離職した。

### チューリンゲン州経済相
2013年ドイツ連邦議会選挙でも当選したが、2014年12月にテューリンゲン州経済・科学大臣に転出し、連邦議会議員を辞職した。

## 表彰
1999年、南京技術大学でドイツ人として初の名誉博士号。2003年、レジオンドヌール勲章（騎士級）受章。